# 第一代布林布鲁克子爵亨利·圣约翰

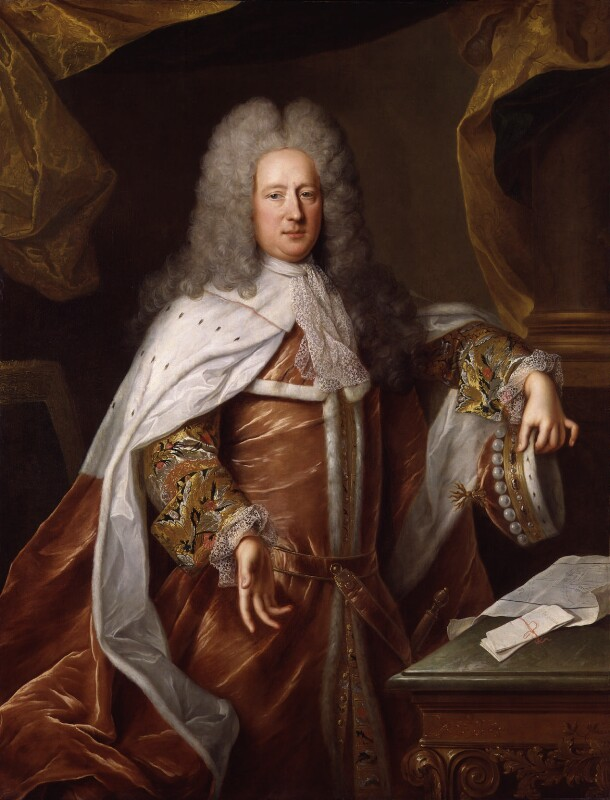

第一代布林布鲁克子爵亨利·圣约翰（Henry St John, 1st Viscount Bolingbroke 1678年9月16日—1751年12月12日）英格兰政治家、政府官员、政治哲学家，托利党领袖，支持英国国教教会，但持有非宗教观点。曾参与1715年詹姆斯党人起义，试图推翻国王乔治一世的统治，后逃往法国，1723年返回英国。